# ケン・スター
ケン・スター（Ken Starr）ことケネス・ウィンストン・スター（Kenneth Winston Starr, 1946年7月21日 - 2022年9月13日）は、アメリカ合衆国の法律家。アメリカ合衆国連邦判事や第39代アメリカ合衆国訟務長官を務めた。
スターが最も世間の注目を集めたのは、ビル・クリントンが大統領だった時の独立検察官としての活動である。スターは当初、クリントン大統領の次席法律顧問だったビンス・フォスターの自殺とクリントン大統領のホワイトウォーター不動産への投資に関する疑惑（ホワイトウォーター疑惑）の調査のために独立検察官に任命された。その後、ビル・クリントンとモニカ・ルインスキーとの不倫スキャンダルに関する偽証の疑いなど、多くの分野に調査が拡大された。4年以上の調査の後、スターは報告書を提出し、ビル・クリントンが宣誓証言の際に不倫関係の存在について嘘をついたと主張した。この疑惑により、ビル・クリントンは弾劾され、クリントンの弁護士資格は5年間停止された。
スターは、ペパーダイン大学法学部の学部長を務めた後、2010年6月から2016年5月までベイラー大学の学長兼総長を務め、憲法学講座の教授を担当した。2016年5月26日、同校で起きた複数の性的暴行事件についてスターが誤った処理をしていたという調査結果を受けて、ベイラー大学の理事会は、スターの大学学長としての任期を5月31日で終了すると発表した。理事会は、スターの総長としての任期は継続するとしていたが、6月1日、スターは総長も辞任すると述べた。同年8月19日、スターは終身教授職も辞任すると発表し、「相互に合意した分離」で大学との関係を完全に断ち切った。
2020年1月17日、ドナルド・トランプ大統領の最初の弾劾裁判の際に、スターは大統領の弁護団に加わった。
2022年9月13日、手術による合併症により死去。
76歳没。

## 若年期
スターはテキサス州バーノン近郊で生まれ、センタービルで育った。父親は理容師で、チャーチ・オブ・クライストの教役者でもあった。スターはサンアントニオのサム・ヒューストン高校に通い、人気者で成績優秀な生徒だった。同級生からは「最も成功しそうな生徒」と見られていた。
1970年にアリス・メンデル(Alice Mendell)と結婚した。アリスはユダヤ人だったが、結婚に際してキリスト教に改宗した。

## 教育
スターはアーカンソー州サーシーにあるチャーチ・オブ・クライスト系のハーディング大学に入学した。ハーディング大学在学中はアメリカ民主党青年部に加入し、ベトナム抗議活動を熱心に支持していた。その後、ワシントンD.C.のジョージ・ワシントン大学に編入し、1968年に歴史学の学士号を取得した。
ベトナム戦争では、乾癬を患っていたため徴兵されなかった。サウスウエスタン・アドバンテージの起業家プログラムを受講した後、ブラウン大学に入学して1969年に修士号(M.A.)を取得、その後、1973年にデューク大学で法学博士号(J.D.)を取得した。

## 初期のキャリア
デューク大学卒業後、1973年から1974年まで第5巡回区控訴裁判所のデイヴィッド・W・ダイアー巡回判事の法務書記を務め、1975年から1977年までウォーレン・E・バーガー最高裁長官の法務書記を務めた。
1977年にロサンゼルスに本拠を置くギブソン・ダン・クルッチャー法律事務所のワシントンD.C.オフィスに入所した。1981年、ウィリアム・フレンチ・スミス司法長官の顧問に就任した。

## 連邦判事と訴務長官

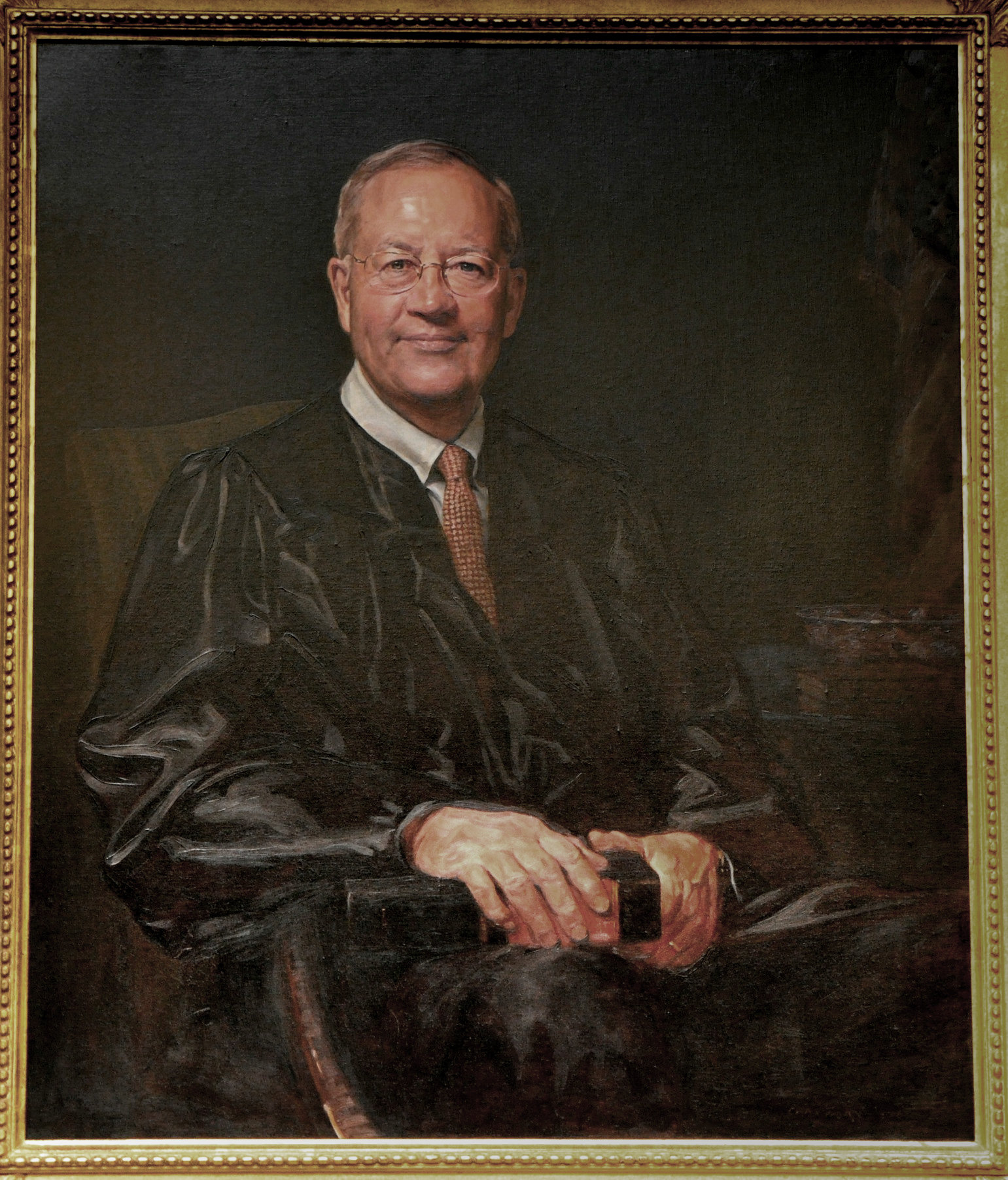
スターの肖像画（2007年）

1983年9月13日、ジョージ・マキノンの退任により空席となっていたコロンビア特別区巡回上訴裁判所判事に、ロナルド・レーガン大統領により指名された。1983年9月20日に上院で承認され、同年9月20日に任命された。訟務長官に任命されたため、1989年5月26日に辞任した。
1989年から1993年まで、ジョージ・H・W・ブッシュ政権下で訟務長官を務めた。

## 1990年代初頭
上院倫理委員会が、共和党のボブ・パックウッド上院議員の日記の調査を行う際に、委員会はスターを調査委員に指名した。
1990年の時点で、スターはウィリアム・ブレナンが連邦最高裁判事を退任した後の後任の最有力候補だった。しかし、最高裁判事は保守派であるべきと考える司法省の幹部は、スターの最高裁判事就任に強い抵抗を示した。ジョージ・H・W・ブッシュは、スターの代わりにデイヴィッド・スーターを指名した。
1994年には、現職のチャック・ロブに対抗してバージニア州からの上院議員選挙出馬を考えたが、共和党がオリバー・ノースを公認したことから断念した。

## 独立検察官

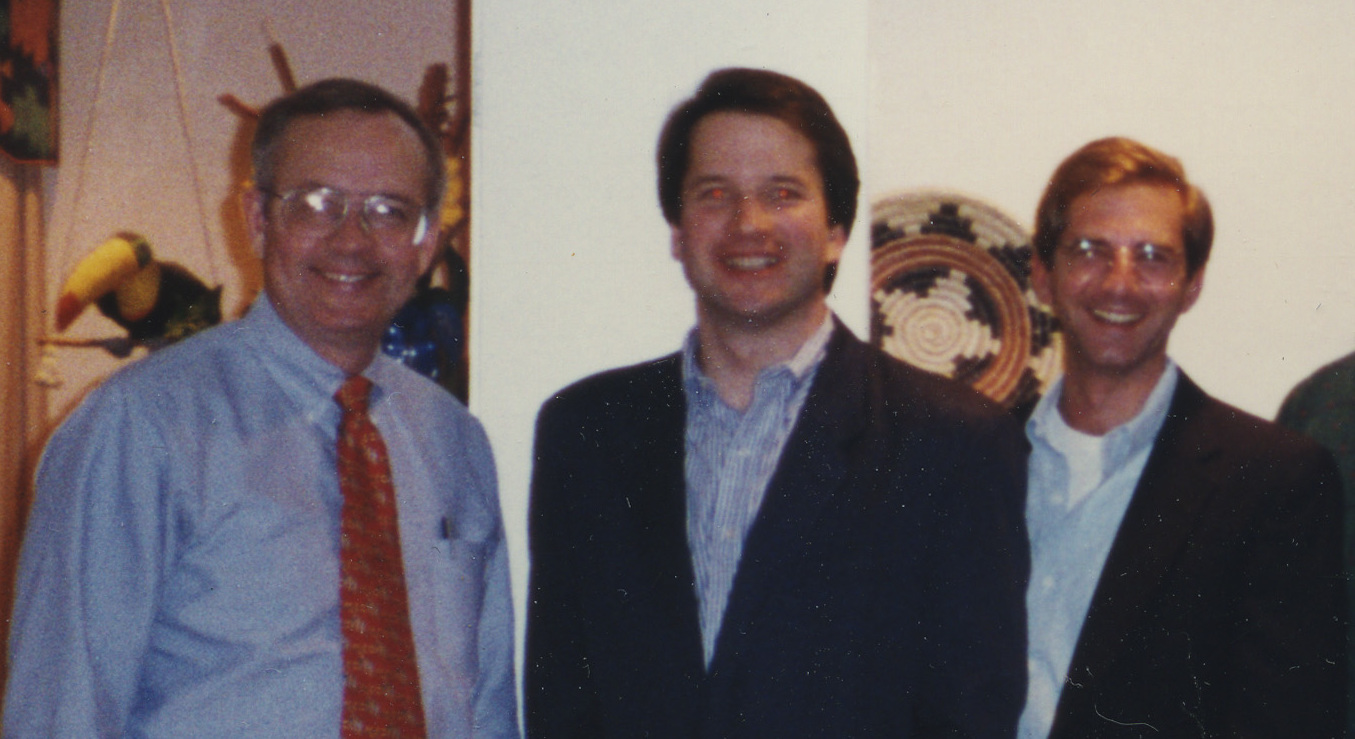
左からスター、ブレット・カバノー、アレックス・アザー（1990年代）

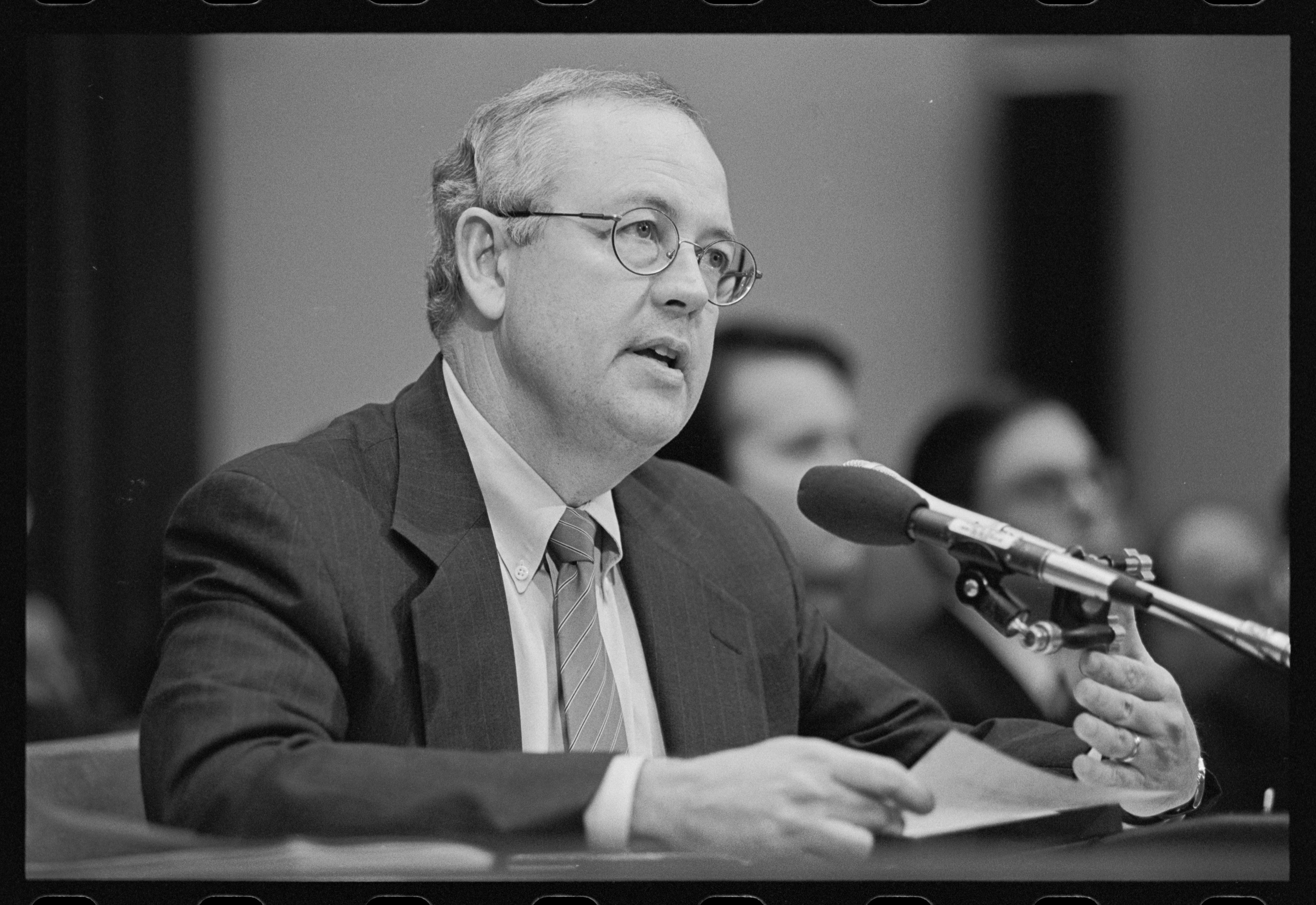
下院司法委員会で証言するスター（1998年11月）

### 任命
1994年8月、新たに再承認された政治倫理法（合衆国法典第28編第593(b)条 28 U.S.C. § 593(b)）に従って、コロンビア特別区巡回上訴裁判所から、ホワイトウォーター疑惑の調査を継続する独立検察官に指名され、司法長官ジャネット・レノによって任命された。
スターは、所属していたカークランド・アンド・エリス法律事務所での活動を続け、独立検察官の職は非常勤だった。これは法律で認められたものであり、それ以前の独立検察官も同様だった。しかし、時が経つにつれて、スターは法律事務所との継続的な関係に起因する利益相反の疑いで批判されるようになった。同事務所は、他の主要な法律事務所と同様に、タバコ会社や自動車メーカーなどの政府との訴訟で企業側を弁護していた。同事務所自体が、ホワイトウォーター疑惑に関与した政府機関である整理信託公社から訴えられていた。さらに、セクハラの疑いでビル・クリントン大統領を訴えていたポーラ・ジョーンズの弁護士と話をしたことがあるとして、スターの行動に異議が唱えられた。スターはそれらの異議に対し、クリントン大統領が民事訴訟を免れないと信じている理由を説明した。

### ビンス・フォスターの死の調査
1997年10月10日、クリントン大統領の次席法律顧問だったビンス・フォスターの死亡に関するスターの報告書が提出され、コロンビア巡回裁判所の特別課により公表された。この報告書は主にスターの助手のブレット・カバノーによって起草され、全部で137ページあり、スターの異議に対して特別課が報告書に追加した付録が含まれている。スターの報告は、フォスターがバージニア州のフォート・マーシー公園で自殺し、その原因は彼の鬱病によるものだったという、先代の独立検察官ロバート・B・フィスクの調査結果と一致するものだった。CNNは1997年2月28日の報道で、「（スターの）報告書は、フォスターは計画的な殺人と隠蔽の犠牲者であるという、保守的な政治組織による主張に反論するものである」と説明し、「これらの調査結果にもかかわらず、右翼の政治グループは、（フォスターの）死にはさらに多くのものがあり、大統領とファーストレディ（ヒラリー・クリントン）はそれを隠そうとしたという主張を続けている」と報じた。CNNはまた、これが殺人事件だという説を唱えている組織には、富豪のリチャード・メロン・スカイフが保有する『ピッツバーグ・トリビューン＝レビュー』や、スカイフの財団によって支援されているアキュラシー・イン・メディアが含まれていると述べた。ホワイトウォーター疑惑を取材していたスカイフの記者であるクリストファー・ラディは、スターのこの事件の取り扱い方を頻繁に批判していた。

### 調査対象の拡大
政治倫理法に基づき、政権を調査するために指名された独立検察官には、調査に関連する情報を持っている可能性のあるほぼ全ての人に召喚状を出す権利を含めた、幅広い調査権限が付与されていた。スターには後に、追加の調査を行う権限が付与された。この調査には、ホワイトハウス旅行事務局の職員の解雇（トラベルゲート疑惑）、FBIの機密ファイルの政治的濫用の可能性（ファイルゲート）、マディソン保証、ローズ法律事務所、ポーラ・ジョーンズの訴訟に関する物が含まれ、さらに、クリントン大統領によるモニカ・ルインスキーとの性的関係を隠蔽するための偽証や司法妨害の可能性に関する調査も含まれていた。スターは、ルインスキーと同僚のリンダ・トリップとの会話、ルインスキーとクリントンとの会話を録音して提出するよう要求し、また、シークレットサービスのエージェントに対し、クリントンを警備している間に彼らが見たものについて証言するよう強制した。批評家は、クリントンの性的関係の調査は独立検察官としての一線を越えたものであり、スターは検察官としてではなく「政治的殺し屋」として行動していると評した。

### ルインスキー・スキャンダルとポーラ・ジョーンズの訴訟
ポーラ・ジョーンズ訴訟の証言録取で、クリントンはモニカ・ルインスキーとの「性的関係」を否定した。 「大統領の精液がついた青いドレス」の存在を明らかにしたルインスキーの証言に基づき、スターは、クリントンの宣誓証言は虚偽であると結論付けた。
ジョーンズ訴訟の供述において、クリントンは、「モニカ・ルインスキーと、裁判所によって修正された供述資料1で定義される性的関係を持ったことがありますか?」と尋ねられた。この「性的関係の定義」とは、相手の性的欲求を喚起または満足させる意図のある、人の性器、肛門、股間、乳房、内腿、臀部への接触、他の人の性器または肛門への接触、または、直接あるいは衣服を介した他の人の性器または肛門と他の人の体の一部への接触が含まれる。裁判官は、合意された定義を見直す機会をクリントンに与えるよう命じた。クリントンは、ルインスキーとの性的関係をきっぱりと否定した。その後、大陪審でスターは、クリントンは、ジョーンズ訴訟の宣誓供述のために合意された「性的関係」の定義に、自分がオーラルセックスを受けることが除外されていると思っているのではないかと述べた。
スターの調査は、最終的にクリントン大統領の弾劾に繋がった。これにより、スターはクリントンとともに、『タイム』誌による1998年のマン・オブ・ザ・イヤーに選ばれた。クリントンの弾劾裁判は、上院が無罪の評決を下した。

### 政治風刺と批評
スターは政治風刺の対象となった。評論家のジェームス・カービルは著書『And the Horse He Rode In On』で、スターが特別検察官だった時期をコメディーで否定的に描写しようとしている。後にスターがベイラー大学の学長兼総長を辞任したとき、スターが、クリントンの性的スキャンダルに関して厳しく立ち向かったのに対し、身内のベイラー大学での性的暴行スキャンダルは隠蔽しようとしたとして、多くの人はスターを偽善者と呼んだ。

## 独立検察官退任後の活動

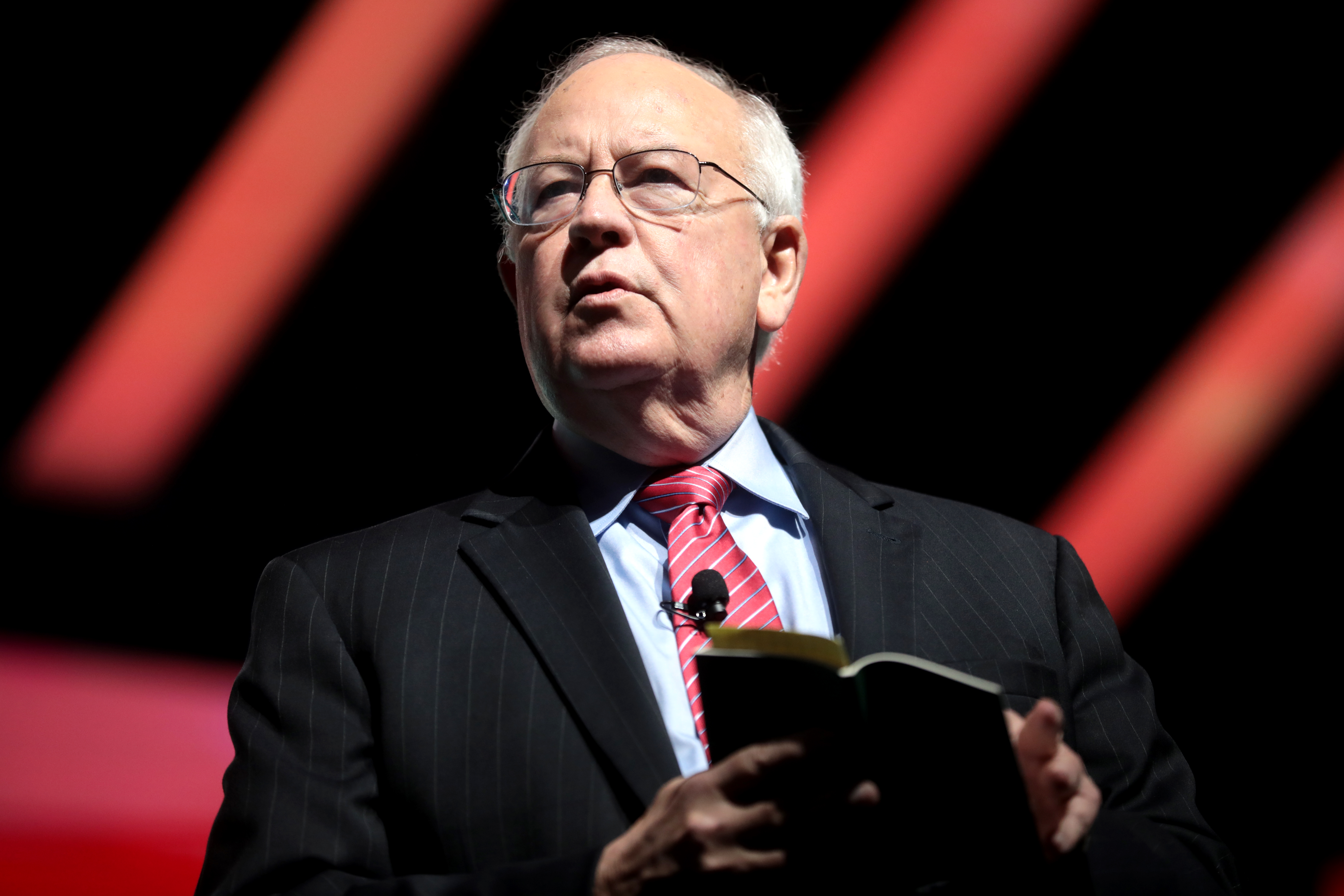
ケン・スター（2019年12月）

独立検察官を5年間務めた後、スターはこの職を辞任して弁護士に戻った。また、ニューヨーク大学、チャップマン大学法学部、ジョージ・メイソン大学法学部の客員教授に就任した。スターは、訴訟を専門とするカークランド・アンド・エリス法律事務所のパートナーとして働いていた。
スターは、2002年の超党派運動改革法（通称「マケイン＝ファインゴールド法」）による規制に対して、アメリカ自由人権協会や全米ライフル協会を含むリベラルと保守のグループにより提起された集団代表訴訟の主任弁護士の一人だった。この訴訟でスターは、この法律は言論の自由の制限であり、憲法に反するものであると主張した。
2004年4月6日、スターはペパーダイン大学法学部の学部長に任命された。それ以前の1996年、スターは、新設されたペパーダイン大学公共政策学部の初代学部長に就任したが、1998年に辞任していた。批評家は、クリントン大統領を攻撃する多くのメディアに資金を提供していたリチャード・メロン・スカイフが、ペパーダイン大学にも多額の寄付をしていたことから、利益相反があったと非難した（しかし、CNNによれば、スカイフはフォスター他殺説を支持し、スターによるフォスター自殺説を支持した『アメリカン・スペクテイター』紙への出資を中止した）。クリントン大統領の弾劾裁判から約5年後の2004年、スターは再びペパーダイン大学の職に就くことを提案され、スターはそれを受け入れた。

### 死刑判決事件
2005年、スターは、1998年の強盗殺人の罪で死刑判決を受け、バージニア州の死刑囚監獄に収監されていたロビン・ロビットの死刑判決を覆すために、プロボノとして働いた。2005年10月3日、最高裁判所はロビットの裁量上訴を棄却した。その後ロビットは、同年11月29日にバージニア州知事マーク・ウォーナーによって恩赦を与えられ、仮釈放なしの終身刑に減刑された。
2006年1月26日、殺人の罪で死刑判決を受けたマイケル・モラレスの弁護団（スターもその一員だった）は、カリフォルニア州知事アーノルド・シュワルツェネッガーにモラレスへの恩赦を求める手紙を送った。その中には、モラレスの死刑判決を下した陪審員を装った文書が含まれていた。検察はその文書が偽造であると主張し、捜査官で死刑反対活動家のキャスリーン・カルヘインが文書を改竄したと非難した。主任弁護人デービッド・シニアは、すぐに文書を撤回した。最終的に恩赦は否定されたが、文書の偽造はその根拠とはされていない。カルヘインは文書を偽造した罪で起訴され、司法取引によって5年の懲役を言い渡された。

### モース対フレデリック裁判
2006年5月4日、スターは、元生徒のジョセフ・フレデリックが起こした訴訟で、アラスカ州ジュノーの教育委員会の代理で連邦最高裁に上訴すると発表した。2002年ソルトレークシティオリンピックの聖火リレーがジュノーを通過するとき、当時高校生だったジョセフ・フレデリックは、"BONG HiTS 4 JESUS"（ボンがイエスを打つ）というバナーを掲げた。教育委員会はフレデリックを停学処分にすることを決定した。フレデリックは第9巡回区控訴裁判所に訴えた。控訴裁判所は、アメリカ合衆国憲法修正第1条に規定される言論の自由を教育委員会が犯したとして、フレデリックの勝訴を言い渡した。2006年8月28日、スターは連邦最高裁での審理のために裁量上訴を提出した。2007年6月21日、連邦最高裁のジョン・ロバーツ首席判事は、教育委員会に有利な判決を下した。判決では、「校長は、憲法修正第1条に従って、学校行事での生徒の主張を制限することができる。その主張は、違法薬物の使用を助長するものと合理的に見なされる」とされた。

### ブラックウォーター社対ノーダン事件
スターは、2004年3月にイラクのファルージャでアメリカの民間軍事会社・ブラックウォーターの請負業者によって非武装の民間人4人が殺害された事件で、ブラックウォーター社の弁護を行った。

### カリフォルニア州の同性婚禁止法案可決後の訴訟
2008年11月4日、カリフォルニア州で州憲法改正案をめぐる住民投票が行われ、その中で、同性婚を禁止する提案第8号について、賛成票が反対票をわずかに上回り、翌11月5日から施行された。これを受けて、提案第8号の賛成派・反対派それぞれが訴訟を起こし、ストラウス対ホートン事件としてカリフォルニア州最高裁判所で合併審議されることとなった。反対派は、基本的人権の侵害としてこの法案を撤回することを求め、賛成派は提案第8号が可決される前に州内で行われた約1万8千件の同性婚の無効化を求めた。2008年12月19日、賛成派は訴訟の代理人にスターを指名した。
2009年3月5日に口頭弁論が行われた。スターは、「提案第8号は、カリフォルニア州の家庭内パートナー法や、性的指向に基づく差別を禁止するその他の法律の下で、同性カップルの権利を乱さないようにするための控えめな措置である」と主張し、ほとんどの裁判官の同意を得た。口頭弁論では、カリフォルニア州憲法第1条で使用されている"inalienable"という言葉の意味と、その範囲が主な争点となった。司法長官室のクリストファー・クルーガーは、「絶対的権利は、イニシアチブプロセスによって剥奪されることはない」と述べた。スターは、「権利は重要だが、構造まではいかない......権利は最終的に国民が定義するものだ」と反論した。
裁判所は最終的に、この憲法改正は有効であるが、制定前に行われた婚姻に遡って適用されることはないとした。

### ジェフリー・エプスタインの弁護
2007年、スターは、パームビーチに住む富豪ジェフリー・エプスタインの弁護団に加わった。エプスタインは、多数の未成年者に対する強姦の疑いで刑事告発されていた。エプスタインは後に、未成年の少女への勧誘と人身売買の罪を司法取引により認め、パームビーチの刑務所の私設棟で13か月間の通勤刑を受け、性犯罪者として登録されることになった。スターは、検事のアレクサンダー・アコスタがエプスタインと司法取引をする際に「同じ部屋にいた」と述べた。スターはアコスタのことを「完全な誠実さを持つ人物」と評し、合意内容に「誰もが満足していた」と付け加えた。
2019年初頭、連邦判事は、検察官が被害者に取引の内容を開示しなかったことが、被害者が事件の重要な出来事について知る権利を規定した犯罪被害者権利法(CVRA)に違反していると判断した。労働長官に就任していたアコスタは、エプスタインとの取引を甘く見ているという圧力を受け、2019年半ばに同職を辞任した。

### クリストファー・クローマンへの支援
2013年、スターは、他の多くの著名人とともにクリストファー・クローマン(Christopher Kloman)への支援を表明した。クローマンは、ポトマック・スクールの74歳の元教師で、1966年から1985年にかけて5人の女子生徒に性的虐待を加えた罪を認めていた。クローマンは、1998年まで同校の生徒であったスターの娘とよく話をしており、スターとは家族ぐるみの付き合いをしていた。スターは、妻のアリスが書いた手紙に署名し、事件を担当しているバージニア州フェアファックス郡の裁判官に宛てて送った。手紙の中では、「刑務所の中でくすぶっているよりも、社会奉仕活動をさせた方が、遥かに良い罰になるだろう」として、寛大な処置を求めた。クローマンは2013年10月に懲役43年の有罪判決を受けた。

### ドナルド・トランプの弾劾裁判
2020年1月16日、ドナルド・トランプ大統領に対する弾劾裁判の大統領側弁護団が発表され、その中にスターも入っていた。スターは2020年1月27日、トランプ大統領に代わって上院で弁論した。ジャーナリストのジェレミー・スタールは、トランプ大統領が解任されないように上院に働きかけているうちに、スターは1998年にクリントンの弾劾を正当化するために使ったさまざまな議論と矛盾するようになったと指摘した。トランプを擁護する中で、スターは、行政特権の濫用や議会妨害への努力を理由にクリントンへの弾劾を求めたのは間違いだったと主張し、また、1998年に下院司法委員会が自分の提唱した弾劾案の一つを却下したのは正しかったと述べた。また、1999年の『ホフストラ・ロー・レビュー』誌に掲載されたエール大学のアキル・アマール教授の論文を引用し、クリントンの弾劾は、弾劾・罷免がいかに国政選挙に「重大な混乱」をもたらすかを証明したと主張した。
スターは、トランプの2020年アメリカ合衆国大統領選挙の結果を覆す試みの中で、不正選挙に関する上院聴聞会にロン・ジョンソン上院議員から証人として召喚された。2021年にトランプが2度目の弾劾を受けた際、スターはこの弾劾を「危険」で「違憲」だと非難した。

## ベイラー大学
ペパーダイン大学法学部長在任中の2010年2月15日、テキサス州のベイラー大学はスターを新学長に迎えることを発表した。2008年半ばに解任されたジョン・M・リリーの後任として、スターはベイラー大学の第14代学長に就任した。スターは2010年6月1日に新学長としての職務を開始した。
学長就任式は2010年9月17日に行われ、スティーブン・L・カーターが基調講演を行った。就任後2週間で、スターは、ベイラー大学を大学スポーツのビッグ12カンファレンスに留めるに当たっての主導権を発揮した。2013年11月に、2005年以来空席だったベイラー大学総長に追加で就任した。ベイラー大学の学長と総長を同時に兼任したのは、スターが初めてだった。
2015年9月、ベイラー大学で学生による性的暴力(Baylor University sexual assault scandal)が発覚し、大学の理事会は、大学が取るべき対応についてペッパー・ハミルトン法律事務所に審査を依頼した。ベイラー大学は、2009年から2016年にかけて、少なくとも6人の女子学生から提出された強姦や性的暴行の報告に対応していなかったとして非難されていた。元フットボール選手のテビン・エリオットは、2014年1月に強姦罪で有罪判決を受け、20年の刑に服している。ペッパー・ハミルトン法律事務所は2016年5月13日に審査結果を大学理事会に報告し、5月26日に大学理事会は、5月31日付でのスターの学長解任を発表した。
5月26日の大学理事会による発表では、スターは総長の職は継続することになっていた。しかしスターは、学長解任の6月1日、スターはESPNのインタビューに対し、即日総長を辞任すると述べた。スターは記者に対し、「これは良心の呵責によるものである」と述べ、「船長は船と運命を共にするものだ」として、自分は進んで責任を引き受けると語った。同年8月16日には法学部の終身教授職も辞任した。 

## 著作物

### 書籍
- First Among Equals: The Supreme Court in American Life. Grand Central Publishing. (2002). ISBN 978-0-446-52756-9
- Contempt: A Memoir of the Clinton Investigation (2018)

### スターの業績に関する批評的研究とレビュー
- Wilentz, Sean (March 7–20, 2019). “Presumed guilty”. The New York Review of Books 66 (4):  40–42.